# Justice Society of America
La Justice Society of America (o semplicemente la Justice Society, JSA o JS, talvolta tradotta con la Società della Giustizia), è un gruppo di supereroi dei fumetti pubblicati negli Stati Uniti d'America dalla DC Comics. Considerato il primo gruppo di supereroi nella storia dei fumetti, fu concepita da Sheldon Mayer e da Gardner Fox. Esordì su All-Star Comics (vol. 1) nº 3 nel 1940.
La squadra era inizialmente popolare, ma alla fine degli anni '40 la popolarità dei fumetti dei supereroi diminuì e le avventure della JSA cessarono con il numero 57 della serie (marzo 1951). I membri della JSA rimasero assenti dai fumetti fino a dieci anni dopo, quando il Flash originale apparve accanto al nuovo personaggio con quel nome in The Flash n. 123 (settembre 1961). Durante la Silver Age, la DC Comics ha reinventato diversi membri della Justice Society e ha unito molti di loro nella Justice League of America. La Justice Society è stata istituita come esistente su "Terra-Due" e la Justice League su "Terra-Uno". Ciò ha permesso di formare team-up interdimensionali annuali delle squadre tra il 1963 e il 1985. Nuove serie, come All-Star Squadron, Infinity, Inc. e un nuovo All-Star Comics hanno caratterizzato la JSA, i loro figli e i loro eredi. Queste serie esplorarono i problemi dell'invecchiamento, delle differenze generazionali e dei contrasti tra la Golden Age e le epoche successive.

## Storia editoriale

### Golden Age (1940-1950)
I primi due numeri di All-Star Comics furono numeri antologici che presentavano storie separate degli stessi eroi. Il gruppo esordì su All-Star Comics n. 3, nell'inverno 1940-1941, in una storia scritta da Gardner Fox e disegnata da Sheldon Mayer. Il gruppo era composto da Doctor Fate, Hour-Man, Spectre, Sandman, Atom, Flash, Green Lantern e Hawkman. Poiché alcuni di questi personaggi (l'Atom, il Flash, Green Lantern e Hawkman) erano di un altro editore, la All-American Publications, All-Star Comics n. 3 fu il primo albo nel quale confluirono supereroi di editori diversi ma anche il primo in cui comparve una squadra; lo storico dei fumetti Les Daniels ha osservato che «Questa era ovviamente una grande idea, poiché offriva ai lettori molte star per una sola monetina, e il divertimento di guardare i personaggi preferiti interagire»". Le storie vennero scritte da Gardner Fox, da John Broome e Robert Kanigher e disegnata da un gruppo di artisti tra cui: Martin Nodell, Joe Kubert, Jack Kirby, Harry Lampert, Joe Simon, Alex Toth, Sheldon Moldoff, Carmine Infantino, Joe Giella, Win Mortimer, Bernard Baily, Frank Giacoia, HG Peter, Jack Burnley, Lee Elias, Irwin Hasen, Bob Oksner, Paul Reinman, Everett E. Hibbard e Bernard Sachs.
A differenza dei gruppi di supereroi successivi, comprendeva solamente personaggi che non apparivano anche in altre serie perché l'editore voleva mostrare quelli meno conosciuti e per questo Superman e Batman furono solo membri onorari mentre, Flash, Lanterna Verde e Wonder Woman fecero solo apparizioni sporadiche. Questa politica cambiò con All Star Comics n. 8 (dicembre 1941/gennaio 1942) quando apparve per la prima volta Wonder Woman il quale, a differenza degli altri personaggi che avevano loro testate, era autorizzata a comparire nella serie, ma solo come segretaria della JSA dal n. 11 in poi, e non partecipò attivamente alla maggior parte delle avventure fino a molto più tardi nella serie. Era stata esclusa dal titolo a causa delle stesse regole che avevano escluso Flash, Green Lantern, Superman e Batman, sebbene nel n. 13 si affermasse di essere diventata membro attivo. Un fan club per la squadra chiamata "Junior Justice Society of America" è stato presentato in All-Star Comics n. 14 (1942-gennaio 1943). Il kit di iscrizione includeva una lettera di benvenuto, un badge, un decodificatore, un fumetto a quattro pagine e un certificato di adesione.
L'intera serie originale di All-Star Comics è stata raccolta in volumi cartonati dalla DC Comics. L'All-Star Comics n. 57 (febbraio-marzo 1951) è l'ultimo numero della serie ad avere una storia incentrara sulla Justice Society.  L'importanza dell'albo è dovuta al fatto che viene accreditato come la fine della Golden Age del fumetto statunitense. Dal nº 58 la serie cambia titolo in, All-Star Western.
Il gruppo divenne popolare nel corso degli anni quaranta ma col tempo l'interesse calò e nel 1951 la testata divenne All-Star Western, mettendo fine alle storie del gruppo.
Durante la Silver Age, la DC reinventò molti dei membri del gruppo inserendo alcuni di loro nella Justice League of America. All'interno della continuity dell'universo DC, il gruppo continuò a esistere su Terra-2 mentre la JLA su Terra-1; questo permise ogni anno, tra il 1963 ed il 1985, dei crossover fra i due gruppi. Esordirono anche nuove serie, come All-Star Squadron, Infinity Inc. e una nuova All-Star Comics, in cui comparivano oltre al gruppo anche i figli e gli eredi dei membri e dove vennero esplorati i temi della crescita, delle differenze generazionali e dei contrasti tra la Golden Age e le ere successive.
Il quartier generale della JSA era inizialmente una suite di hotel a New York e, dopo la guerra, la squadra si stabilì in un edificio a Gotham City, e più tardi in Civic City. Per un brevissimo periodo, il gruppo ha utilizzato un quartier generale dotato di un satellite, molto simile alle loro controparti successive, la JLA. Ciò si rivelò essere una trappola mortale orchestrata da uno scagnozzo senatore di Eliminations Inc. L'edificio di Gotham City rimase inutilizzato fino a qualche anno dopo, quando la squadra fu di nuovo attiva. Il quartier generale usato negli anni 2000 era un palazzo in pietra arenaria in Morningside Heights.

### Silver Age (1960-1970)
Dopo aver introdotto con successo nuove versioni di diversi personaggi (Flash, Lanterna verde, ecc.) durante la fine degli anni cinquanta, la DC contattò il veterano del settore e l'ex scrittore della Justice Society, Gardner Fox, per creare una nuova versione della squadra. L'editore Julius Schwartz, influenzato dalla popolarità della National League e della American League della Major League Baseball, ha deciso di cambiare il nome della squadra da Justice Society a Justice League.
In The Flash n. 123 (settembre 1961) Flash dei due mondi, il Silver Age Flash incontra il suo omologo della Golden Age, Jay Garrick, che, insieme al resto della Justice Society originale, si dice che abiti un universo alternativo. Questo storico incontro divenne in uno dei più classici fumetti DC della Silver Age. Le lettere dei fan sulle pagine dei seguenti numeri erano fortemente entusiaste della rinascita del Flash originale, sia da parte di fan più anziani che ricordavano i vecchi racconti della JSA, sia da fan più giovani desiderosi di saperne di più su questi nuovi eroi. Ulteriori incontri si sono verificati in The Flash n. 129 Double Danger on Earth (giugno 1962) e in The Flash n. 137 Vengeance of the Immortal Villain (giugno 1963). The Flash n. 129 contiene la prima menzione sulla JSA della Silver Age, e rimanda direttamente alla loro ultima avventura in All-Star Comics n. 57.
Queste storie preparano il terreno per Crisis on Earth-One (Justice League of America n. 21, agosto 1963) e Crisis on Earth-Two (Justice League of America n. 22, settembre 1963), una storia in due parti in cui Justice Society della Golden Age si allea con la Justice League della Silver Age per combattere una squadra di cattivi di entrambi i mondi. L'anno seguente venne presentata Terra 3, la cui esistenza fu ipotizzata nella storia dell'anno precedente, con Justice League of America n. 29, Crisis on Earth-Three (agosto 1964).
Questa Terra presenta una versione malvagia della Justice League nota come Sindacato del crimine, la cui formazione consiste in Superwoman (una versione malvagia di Wonder Woman), Owlman (una versione malvagia di Batman), Ultraman (una versione malvagia di Superman), Johnny Quick (una versione malvagia del Flash) e Power Ring (una versione malvagia di Green Lantern). Queste storie divennero le prime di una lunga serie di team-up dei due supergruppi, una tradizione estiva annuale che continuò fino al 1985. Questi incontri produssero un considerevole numero di eventi e personaggi notevoli nella storia della JSA, inclusa Black Canary che partì per unirsi alla Justice League, il ritorno della squadra Golden Age dei Sette Soldati della Vittoria, la creazione dei Freedom Fighters, che incorporarono diversi personaggi di qualità Comics nella continuità DC dopo che i personaggi furono acquistati dalla DC Comics, e l'introduzione di un certo numero di Terre alternative per ospitare queste altre squadre.
Oltre alle apparizioni annuali nella Justice League of America, i membri della JSA sono presenti in altri titoli negli anni successivi: l'Atomo della Golden Age in The Atom n. 29 e n. 36 e il Lanterna Verde della Golden Age in diversi numeri di Green Lantern. Inoltre, un certo numero di personaggi è apparso nelle serie The Brave and the Bold e Showcase facendo diversi team-up, mentre allo Spettro è stata concessa una run solista in quest'ultimo che ha portato alla sua serie.

### Bronze Age (1970-1986)
La popolarità della JSA è cresciuta fino a quando non hanno riguadagnato il proprio titolo. All-Star Comics n. 58 (gennaio / febbraio 1976) ha visto il ritorno del gruppo come mentori di un gruppo di eroi più giovani chiamato "Super Squad" fino a quando non sono stati integrati nella JSA vera e propria. Questa saga durò fino al n. 74, con una breve serie successiva in Adventure Comics n. 461-466, ma ebbe tre sviluppi significativi: introdusse Power Girl in All-Star Comics n. 58, ha raccontato la morte dell'età d'oro Batman in Adventure Comics n. 461-462 e, dopo quasi 40 anni, ha finalmente fornito alla JSA una storia di origine in DC Special n. 29. The Huntress è stato presentato a DC Super Stars n. 17 (novembre-dicembre 1977) che le ha dato la sua origine, e All-Star Comics n. 69 (novembre-dicembre 1977), che è stato pubblicato lo stesso giorno. La serie degli anni '70 di All Star Comics è stata scritta da Gerry Conway e Paul Levitz, e artisti inclusi Ric Estrada, Wally Wood, Keith Giffen, Joe Staton e Bob Layton.
La serie è stata degna di nota per aver descritto gli eroi come se avessero compiuto 50 anni. L'opera d'arte dava loro capelli grigi e facce foderate. Era molto insolito, allora o ora, che un fumetto avesse degli eroi così vecchi. La maggior parte dei fumetti oscura le linee temporali o periodicamente rilancia la serie per mantenere i personaggi giovanili. Questa raffigurazione era una conseguenza del fatto che gli eroi erano strettamente legati all'era della seconda guerra mondiale. Ciò divenne problematico negli anni '80, quando gli eroi avrebbero logicamente raggiunto i 60 anni. La spiegazione fornita dallo scrittore Roy Thomas in All-Star Squadron Annual n. 3 è stata che la squadra, e diversi amici, hanno assorbito energia dal cattivo magico Ian Karkull durante un'avventura negli anni '40 che ha ostacolato il loro processo di invecchiamento.
Nel frattempo, la JSA ha continuato i loro team-up annuali con la Justice League. Tra gli eventi degni di nota figurano gli eroi di Fawcett Comics, tra cui Capitan Marvel, la morte di Mr. Terrific, e l'origine di Black Canary.
I crossover JLA / JSA spesso coinvolgevano anche una terza squadra come la Legione dei Super-Eroi, i Nuovi Dei la Società segreta dei supercriminali, e All-Star Squadron.
All-Star Squadron era una serie ambientata nell'ambientazione originale della JSA degli anni '40 in tempo di guerra. Ciò ha portato a una serie di spin-off in era moderna come Infinity, Inc., che vede protagonisti gli eredi dei membri della JSA. Entrambe le serie sono state scritte dal noto fan della JSA Roy Thomas con i disegni di Rich Buckler, Jerry Ordway, Todd McFarlane, e altri.
Nel 1985, DC Comics fece un retcon di molti dettagli dell'Universo DC in Crisi sulle Terre infinite. Tra i cambiamenti, il Golden Age Superman, Batman, Robin e Wonder Woman cessarono di esistere, e la dicotomia Terra-Uno / Terra-Due fu risolta unendo il Multiverso in un unico universo. Ciò pose una serie di problemi per la JSA, la cui storia - specialmente nei fumetti degli anni '80 - era fortemente legata a questi quattro personaggi.
I team-up JLA-JSA si sono conclusi con l'ultimo pre-crisi che si è svolto in Justice League of America n. 244 e Infinity Inc. n. 19 durante la Crisi.

### Periodo post-Crisis (1986-2000)
Nel 1985, la DC riscrisse la sua continuity con il crossover, Crisi sulle Terre infinite nel quale si rimise in ordine nelle varie realtà dell'universo DC e la JSA divenne una sola i cui componenti erano i predecessori - risalenti alla Seconda guerra mondiale - dei moderni supereroi. Nel 1986, DC decise di mettere la JSA al di fuori della continuity. Gli one-shot de Gli ultimi giorni della Justice Society hanno coinvolto la maggior parte della squadra hanno combattuto le forze del male mentre si univano agli dei norvegesi in un limbo infinito come Ragnarǫk, scritto da Thomas, con i disegni di David Ross e Mike Gustovich. Solo Power Girl, Star-Spangled Kid, Spectre e Dottor Fate sfuggirono al cataclisma. In seguito si rivelò che si trattava di una simulazione creata da Odino alla ricerca di un modo per contrastare il vero Ragnarǫk. Roy Thomas ha rivisto l'origine della JSA per la continuity post-crisi in Secret Origins vol. 2 n. 31.

#### Justice Society of America(vol. 1 e vol. 2) (1991-1993)
L'interesse dei fan ha portato alla rinascita della JSA nel 1991. Una serie limitata di otto numeri della Justice Society of America con una storia inedita ambientata negli anni '50 è stata pubblicata nel 1991. Negli ultimi numeri della serie limitata in quattro parti Armageddon: Inferno, la JSA ritorna al DC Universe dei tempi moderni quando la Waverider ha trasportato i "daemen" dell'Araxis interdimensionale ad Ásgarðr come sostituto della JSA nel ciclo di Ragnarǫk, permettendo al team di tornare sulla Terra.
Nel 1992, alla JSA è stata assegnata una serie mensile in corso intitolata Justice Society of America, scritta da Len Strazewski con l'arte di Mike Parobeck, con la squadra originale che si adattava alla vita dopo il ritorno da Ragnarök. Sebbene la Justice Society of America fosse intesa come una serie in corso, ed era popolare tra i lettori, fu presa la decisione di cancellare il libro dopo la pubblicazione del terzo numero. Alla fine sono stati commissionati dodici numeri della nuova serie, anche se la pubblicazione si è conclusa con il numero 10. Parti dei restanti due numeri originariamente previsti come l'11-12, che facevano parte di un crossover pianificato con Justice League Europe, sono stati pubblicati poi in Justice League Europe n. 49-50.
Strazewski, in un'intervista che spiega l'annullamento di questa serie, ha dichiarato: "È stata una decisione capricciosa fatta personalmente da Mike Carlin perché non gli piacevano i disegni di Mike o la mia scrittura e credevo che i supereroi dei cittadini anziani non fossero quello che la DC pubblicasse. Ha reso la sua opinione chiara a me più volte dopo la cancellazione".
Justice Society of America ha incluso la prima apparizione di Jesse Quick, la figlia dei membri All-Star Squadron Liberty Belle e Johnny Quick, che sarebbe diventata una figura importante in Flash, Teen Titans e in seguito fumetti della Justice Society.
Non molto tempo dopo, la maggior parte della squadra è stata resa incapace o uccisa nella serie crossover del 1994 Ora zero - Crisi nel tempo. Durante la battaglia tra la Justice Society e la malvagia Extant, quest'ultima rimuove le energie cronologiche mantenendo la Justice Society giovane. Atomo, il Dottor Mid-Nite e Hourman muoiono immediatamente. Hawkman e Hawkgirl, che sono stati separati dal resto della Justice Society dopo essere stati trascinati nel tempo, si fondono in un nuovo essere Hawkgod, provocando la loro morte. Il Dottor Fate muore del conseguente invecchiamento poco dopo Ora zero. Lanterna Verde è rimasto giovane a causa degli effetti mistici allo Starheart, ma perde il suo anello e successivamente cambia il suo nome in Sentinel.
Il resto della squadra ora è troppo vecchio fisicamente per continuare a combattere il crimine e decide di andare in pensione. Starman si ritira e lasci la sua eredità in mano ai suoi figli, dando vita alla creazione di una delle nuove serie dopo Ora zero, Starman di James Robinson.

### Anni 2000 e 2010

#### JSA(1999-2006)
La JSA è rimasta inattiva per qualche tempo dopo gli eventi di "Ora zero", ma i membri sopravvissuti (i Flash, Wildcat e Alan Scott, ora con il nome di Sentinel) sono rimasti attivi in tutto l'Universo DC, essendo stati posizionati come riserva i membri JLI, come evidenziato in Justice League Europe n. 50.
La Justice Society è stata ripresa come una serie mensile chiamata JSA nel 1999 che ha mescolato i pochi membri originali rimasti con le controparti più giovani. Questa incarnazione del team si è concentrata sul tema dell'eredità generazionale e sul portare avanti l'esempio eroico stabilito dai loro predecessori. La serie è stata lanciata da James Robinson e David S. Goyer. Goyer in seguito ha co-sceneggiato la serie con Geoff Johns, che ha continuato a scrivere la serie da solista dopo la partenza di Goyer. La serie comprendeva l'arte di Stephen Sadowski, Leonard Kirk e Don Kramer, tra gli altri. Una storia è stata realizzata dal vincitore del premio Pulitzer Michael Chabon.
Durante gli eventi di Crisi infinita, alcuni dei sopravvissuti personaggi della Golden Age, come Wildcat e Flash, vengono trasportati nella nuova "Terra-Due", come creazione di Alexander Luthor, e sembrano ricordare l'esistenza di quella originale, anche se vagamente.

#### JSA: Classified(2005-2008)
Nel settembre 2005, la popolarità della JSA ha portato a una serie spin-off, JSA: Classified, che racconta storie del team in vari punti della sua esistenza, oltre a mettere in risalto membri specifici in storie soliste. Il primo arco, scritto da Geoff Johns con i disegni di Amanda Conner, presentava l'origine di Power Girl. La serie è stata annullata con il numero 39 (agosto 2008).

#### Justice Society of Americavol. 3 (2006-2011)
Il 6 dicembre 2006 è stata lanciata una nuova serie con il team creativo di Geoff Johns (sceneggiatore), Dale Eaglesham (matite) e Alex Ross (copertina). L'inizio della nuova serie ha mostrato ai veterani della JSA Flash, Green Lantern e Wildcat di scegliere i membri della nuova generazione di supereroi da addestrare. Continuando un tema importante del precedente titolo della JSA, questa nuova serie si è concentrata sul fatto che il team fosse il custode dell'eredità del supereroe da una generazione all'altra.
I crossover tra JLA e JSA sono iniziati di nuovo con "The Lightning Saga" (vedi sotto) in JLA vol. 4 # 8-10 e JSA # 5-6 e un epilogo nel numero 7.
L'Annual #1 di Justice Society of America (settembre 2008) ha visto la Justice Society Infinity, una squadra che continua da un'analoga Terra-Due post-crisi. La maggior parte dei membri della Justice Society Infinity sono membri originali della Justice Society di Terra-Due, come Atom e Robin (Dick Grayson), ma la Società include personaggi che sono normalmente associati a Infinity, Inc., come Jade e Nuklon (Albert Rothstein).
La run di Johns come scrittore di Justice Society of America si concluse con il numero 26. A seguito di una storia in due numeri di Jerry Ordway, Bill Willingham e Lilah Sturges (accreditati come "Matthew Sturges") hanno assunto la carica di scrittori con numero 29 nel luglio 2009.
Un altro crossover JLA / JSA è stato descritto in Justice League of America n. 44-48 e Justice Society of America n. 41-42 sotto lo striscione Brightest Day. James Robinson, lo scrittore che ha co-scritto il rilancio del JSA del 1999, è diventato lo scrittore del libro per il crossover, mentre Mark Bagley ha illustrato l'intero evento. Dopo il crossover, Robinson ha scritto un ultimo numero con l'artista Jesus Merino, che trattava del rapporto tra Green Lantern e suo figlio Obsidian.
Seguendo l'arco della storia di Brightest Day, Marc Guggenheim è diventato il nuovo scrittore con il numero 44 e Scott Kolins ha assunto le mansioni artistiche da Merino. Durante i suoi primi numeri, Guggenheim introdusse un numero di nuovi personaggi nella squadra, come Blue Devil e Manhunter. Nel numero 49, ha ampliato il roster della JSA riportando tutte le J-Star All-Stars ad eccezione di Magog, che era stato ucciso in Justice League: Generation Lost, e Power Girl, che era uscito non ufficialmente dalla JSA durante lo stesso maxi -serie, così come l'originale Liberty Belle. Inoltre, Guggenheim ha introdotto un nuovo personaggio di nome Red Beetle (un'eroina armata di gadget vestito in una variazione rossa del costume di Silver Beetle Blue), e ha portato in scena Ri e Darknight, due supereroi cinesi che aveva creato per la sua corsa Batman Confidential.

#### JSA All-Starsvol. 2 (2009-2011)
Una serie in corso intitolata JSA All-Stars ha debuttato con una data di copertina del febbraio 2010 e non deve essere confusa con la JSA: All Stars, una serie limitata pubblicata da luglio 2003 a febbraio 2004. La serie si è concentrata su una seconda squadra formatasi dopo la divisione JSA. Chiamandosi "All-Stars", il gruppo includeva molti dei nuovi membri più giovani della JSA. Il roster era composto da: Magog, Damage, Power Girl, Hourman, Smasher Atom, Sand, Stargirl, Cyclone, Wildcat (Ton Bronson), Citizen Steel, Judomaster, King Chimera, Anna Fortune e A.I. Roxy, con Damage e Magog in seguito uccisi.
DC ha annullato la JSA All-Stars con il numero 18 (luglio 2011) a causa degli eventi di Flashpoint, l'evento estivo della DC del 2011. Come risultato dell'annullamento della serie, lo scrittore Marc Guggenheim aveva tutte le All-Stars ad eccezione di Power Girl e Magog che si uniscono alla JSA in Justice Society of America n. 49.

#### The New 52(2011-2015)
Con "The New 52", la JSA è stata rilanciata dallo scrittore James Robinson e dall'artista Nicola Scott nella serie Terra-Due. Inoltre, il titolo Worlds' Finest presentava la Cacciatrice e Power Girl, dalla nuova Terra-Due, bloccati sulla principale Terra DC. Worlds' Finest è stato scritto da Paul Levitz ed è stato disegnato inizialmente da George Pérez e Kevin Maguire a rotazione.

## Storia del gruppo

### Origini
La narrazione delle origini così come delle altre fasi della storia della Justice Society of America tiene conto della continuity attuale dell'Universo DC.
Il gruppo viene inaugurato formalmente per volere del presidente Roosevelt. I membri fondatori sono: Flash I (Jay Garrick), Lanterna Verde (Alan Scott), Hourman (Rex Tyler), Atomo (Al Pratt), Sandman (Wesley Dodds), Hawkman (Carter Hall), Dottor Fate (Kent Nelson), Lo Spettro (Jim Corrigan). Le prime operazioni ufficiali riguardano il controspionaggio interno contro i nazisti tedeschi e spie giapponesi. Dal 1941, con l'entrata in guerra degli USA, il Gruppo viene impiegato in supporto alle truppe, contro le forze dell'Asse. Nel 1942, prese per un breve periodo il nome di, "Justice Battalion". Dopo lo sbarco in Normandia la Justice Society non poté intervenire direttamente in Europa a causa della cosiddetta, Lancia del Destino, posseduta da Adolf Hitler. Questa dava al Führer il potere di soggiogare esseri dotati di superpoteri.

### Dopoguerra
La Justice Society rimane attiva fino al 1951. In questo periodo è da segnalarsi la rivalità con il supercriminale, Vandal Savage, un essere immortale che perseguiterà i membri del gruppo e i loro discendenti nelle generazioni a venire. Nel 1951 la JSA viene chiamata a Washington di fronte al Comitato per le attività Anti-americane voluto da Joseph McCarthy. Ai membri del gruppo viene chiesto di rendere pubbliche le loro identità al fine di poter verificare l'eventuale presenza di elementi sovversivi o filocomunisti tra i loro ranghi. In seguito al rifiuto di fronte a tale richiesta, la Justice Society diviene inoperativa e, apparentemente, i suoi componenti cessano la loro attività. Dal punto di vista della storia dei comics statunitensi, questa è la fine della Golden Age.

### Dal 1952 a "dieci anni fa"
Secondo la cronologia corrente, di Terra 0/New Earth, è il lasso di tempo che intercorre tra la fine della prima era dei supereroi, la cosiddetta Golden Age e tre avvenimenti fondamentali:
- Clark Kent si rivela come Superman;
- Bruce Wayne torna a Gotham City dopo un lungo periodo di addestramento e diviene Batman;
- si forma la Justice League of America.

Nasce una nuova generazione di supereroi con i vecchi membri della Justice Society che decidono di riformare il gruppo. Tutto ciò si colloca temporalmente circa dieci anni addietro nelle continuity corrente. I componenti del gruppo non sembrano risentire del trascorre del tempo e per la maggior parte di loro non avviene lo slittamento temporale avvenuto per personaggi come Superman e Batman le cui origini sono costantemente traslate e collocate in un periodo di tempo che risale a circa dieci anni prima del tempo presente. Una spiegazione definitiva non viene mai data, ma il rallentamento dell'invecchiamento biologico viene a tratti spiegato dall'assorbimento di energie temporali o mistiche oppure dalla fisiologia alterata dai superpoteri.

### Crisi sulle Terre infinite/Ora Zero
Durante l'evento noto come Crisi sulle Terre infinite il multiverso venne distrutto, le varie realtà parallele scomparvero generando una sola Terra. Il gruppo collabora con tutti gli altri supereroi per fermare la minaccia dell'Anti-Monitor e la sua onda di Anti-materia, causa della distruzione di tutti gli universi paralleli. Dopo questa battaglia il gruppo si ritrova intrappolata nel Limbo a combattere una battaglia eterna per la salvezza del mondo. È la dimensione dove finiscono i personaggi a fumetti destinati ad andare nell'oblio. Il gruppo riesce però a uscirne ritrovandosi a combattere contro Parallax, versione corrotta di Lanterna verde, Hal Jordan. Quest'ultimo trova come alleato Extant, personaggio che una volta impersonava il supereroe, Hawk (Hank Hall).
Le conseguenze di questi eventi furono le seguenti:
- Extant uccide Atomo, Hourman I e Dottor Mid-Nite;
- Wildcat (Ted Grant) soffre di un attacco cardiaco;
- i membri sopravvissuti subiscono un invecchiamento che li porta vicino alla loro reale età anagrafica;
- Starman I (Ted Knight) si ritira dall'attività di supereroe e passa il ruolo al figlio David Knight (Starman VI);
- Flash I (Jay Garrick) si unisce a Max Mercury come mentore alla nuova generazione di velocisti scarlatti quali Wally West (Flash III) e Bart Allen (Impulse, e successivamente Flash IV);
- Lanterna Verde (Alan Scott) rimane attivo come supereroe con il nome di Sentinel;
- Dottor Fate I, muore poco dopo gli eventi di Ora zero.

Di fatto è la fine della formazione originaria della Justice Society of America.

### Nuova rifondazione
Gli eventi che portano alla formazione di una nuova Justice Society, formata in parte da membri originali e in parte dai loro eredi delle nuove generazioni, sono i seguenti:
- Wesley Dodds (Sandman I) muore dopo aver fallito nel fermare un nuovo super-criminale dal nome di, The Dark Lord, un mago molto potente e apparentemente immortale, con lo scopo di uccidere tutti gli Agenti del Caos e dell'Ordine, nonché di venire in possesso degli oggetti magici presenti sulla Terra.
- Wildcat si è ripreso dai suoi problemi fisici ed è desideroso di tornare ad addestrare la nuova generazione di supereroi.
- Dopo aver aiutato la Justice League a sconfiggere Vandal Savage e Solaris, l'androide Hourman, proveniente dall'anno 85271, rimane nel presente autolimitandosi i poteri di manipolazione temporale.
- Albert Julian Rothstein, conosciuto come Nuklon, prende il nome di Atom Smasher. Ha la capacità di alterare le dimensioni e la densità del proprio corpo. Il suo desiderio è di rendere omaggio al suo patrigno Atomo, membro originale della Justice Society.
- Jack Knight (Starman VII), dopo la morte del fratello David, assume il ruolo di Starman.
- Al funerale di Wesley Dodds si presentano Jay Garrick (Flash I), Ted Knight in abiti civili, Jack Knight come Starman VII, l'androide Hourman, Dinah Laurel Lance (Black Canary II), Sanderson "Sandy" Hawkins, Regina Hippolyta, Alan Scott (Sentinel ed ex-Lanterna Verde), Atom Smasher, Ted Grant (Wildcat), Courtney Whitmore (Star-Spangled Kid). Durante la cerimonia funebre appare Fate (Jared Stevens) colpito a morte dai servitori di The Dark Lord. In punto di morte rivela che Wesley Dodds non era morto accidentalmente, ma che era stato ucciso.[90] Si scopre che quest'ultimo era a conoscenza della prossima incarnazione del Dottor Fate.
- Flash I, Black Canary II, Starman VII, Wildcat, Atom Smasher, Sentinel e Sand difendono da Dark Lord il bambino che contiene in sé lo spirito del nuovo Dottor Fate. Tale spirito è quello di Hector Hall, mentre il suo nuovo corpo sarà quello del figlio di Hank Hall e Dawn Granger (Hawk & Dove).

Avendo sconfitto la minaccia di Dark Lord, la Justice Society si riforma grazie al finanziamento di Sand, erede del patrimonio di Wesley Dodds. La formazione iniziale di questa incarnazione del gruppo è la seguente: Flash I (Jay Garrick), Sentinel (Alan Scott), Black Canary II, Atom Smasher, Hourman III (l'androide dal futuro), Hawkgirl II, Wildcat (Ted Grant), Sand, Star-Spangled Kid (Courtney Whitmore), Starman VII (Jack Knight). La rinascita viene comunicata al mondo con una conferenza stampa

### Un anno dopo gli eventi di Crisi infinita
Durante la crisi denominata, Crisi infinita, l'universo DC Comics viene nuovamente alterato nella sua continuità, e ritorna ad essere una realtà formata da più terre parallele (multiverso), per un totale di 52 realtà differenti in cui la nostra è denominata "Terra 0".
Superboy-Prime e Alexander Luthor, sopravvissuti alla cancellazione di Terra 2 durante la Crisi sulle Terre infinite, tentano di distruggere il nostro Universo in quanto i supereroi della nostra Terra sono corrotti e violenti, per cui tradiscono proprio ciò che avrebbero dovuto difendere. Il loro tentativo fallisce, ma le conseguenze sono la creazione di un nuovo multiverso e la crisi morale e di fiducia dei membri della Justice League.
Superman, Batman e Wonder Woman chiedono a Flash I (Jay Garrick), Lanterna Verde (Alan Scott) e Wildcat (Ted Grant) di formare un nuovo gruppo (la nuova Justice Society), dove poter formare la nuova generazione di supereroi, sia moralmente che sul campo.
La nuova formazione risulta essere così composta:
- Lanterna Verde (Alan Scott), detentore della Fiamma Verde.
- Flash (Jay Garrick), il primo velocista scarlatto.
- Wildcat (Ted Grant) ex campione dei pesi massimi.
- Power Girl (Kara Zor-L), proveniente dal pianeta Krypton di un universo parallelo.
- Mister Terrific (Michael Holt), terzo uomo più intelligente al mondo.
- Hourman II (Rick Tyler), dotato di superforza per un'ora alla volta.
- Liberty Belle II (Jesse Chambers), dotata di superforza.
- Dottor Mid-Nite (dott. Peter Cross), medico e chirurgo eccezionale.
- Stargirl (Courtney Whitmore), erede dell'"Asta Cosmica" di Jack Knight (Starman VII).
- Damage (Grant Emerson), la bomba umana.
- Starman VIII (Thom Kallor), eroe cosmico venuto da un futuro parallelo.
- Cyclone (Maxine Hunkel), strega dei venti
- Deathblow (Michael Cray), guerrafondaio dotato di una grande capacità psicocinetica inconscia e forza sovrumana

Su queste basi viene lanciata la nuova serie, Justice society of America (vol. 3). Il primo numero porta la data di copertina del febbraio 2007. Ai testi rimane Geoff Johns ma viene coinvolto come supervisore delle storie il disegnatore / Autore Alex Ross.

### L'era Ventura
Alcuni discendenti della formazione originale della Justice Society sono attaccati da Vandal Savage e da super-criminali nazisti facenti parte del gruppo Fourth Reich. Wildcat (Ted Grant) scopre di avere un figlio che possiede dei poteri innati; questi gli permettono di diventare un felino antropomorfo con forza e agilità eccezionali. Sarà grazie a queste doti che riuscirà a sconfiggere Vandal Savage e a meritarsi un posto nel team. Oltre a lui, alla nuova Justice Society si uniranno altri discendenti di eroi della seconda guerra mondiale come Citizen Steel, il nipote di Henry Heywood, e Sonia Sato, la nuova Judomaster.
Starman VIII (Thom Kallor) avverte i compagni di un disastro imminente e del fatto che lui arrivi da un futuro in cui sono successe cose terribili. Soffrendo di una forma borderline di schizofrenia non viene completamente preso sul serio dal gruppo.

## Ex-componenti
Elenco parziale degli ex componenti:
- Atomo
- Black Canary I
- Dottor Fate (Kent Nelson)
- Wonder Woman (Regina Hippolyta)
- Hawkman (Carter Hall)
- Hourman I (Rex Tyler)
- Lo Spettro
- Star-Spangled Kid
- Starman (Ted Knight)
- Starman VII (Jack Knight)

## Premi e riconoscimenti
- La JSA ha ricevuto un Alley Award nel 1965 come "Migliore striscia o albo più richiesto come revival".[94]

## Pubblicazioni editoriali
| Titolo                           | Materiale da collezione | Data di pubblicazione | ISBN                |
| -------------------------------- | ----------------------- | --------------------- | ------------------- |
| All Star Comics Archives vol. 0  | All Star Comics #1–2    | marzo 2006            | ISBN 978-1401207915 |
| All Star Comics Archives vol. 1  | All Star Comics #3–6    | novembre 1997         | ISBN 978-1563890192 |
| All Star Comics Archives vol. 2  | All Star Comics #7–10   | novembre 1997         | ISBN 978-0930289126 |
| All Star Comics Archives vol. 3  | All Star Comics #11–14  | novembre 1997         | ISBN 978-1563893704 |
| All Star Comics Archives vol. 4  | All Star Comics #15–18  | dicembre 1998         | ISBN 978-1563894336 |
| All Star Comics Archives vol. 5  | All Star Comics #19–23  | dicembre 1999         | ISBN 978-1563894978 |
| All Star Comics Archives vol. 6  | All Star Comics #24–28  | ottobre 2000          | ISBN 978-1563896361 |
| All Star Comics Archives vol. 7  | All Star Comics #29–33  | luglio 2001           | ISBN 978-1563897207 |
| All Star Comics Archives vol. 8  | All Star Comics #34–38  | agosto 2002           | ISBN 978-1563898129 |
| All Star Comics Archives vol. 9  | All Star Comics #39–43  | agosto 2004           | ISBN 978-1401200015 |
| All Star Comics Archives vol. 10 | All Star Comics #44–49  | agosto 2004           | ISBN 978-1401201593 |
| All Star Comics Archives vol. 11 | All Star Comics #50–57  | marzo 2005            | ISBN 978-1401204037 |

| Titolo                                         | Materiale da collezione                                                                                            | Data di pubblicazione | ISBN                |
| ---------------------------------------------- | --- | --------------------- | ------------------- |
| Crisis on Multiple Earths vol. 1               | Justice League of America #21–22, #29–30, #37–38, #46–47                                                           | agosto 2002           | ISBN 978-1563898952 |
| Crisis on Multiple Earths vol. 2               | Justice League of America #55–56, #64–65, #72–73, #83–84                                                           | novembre 2003         | ISBN 978-1401200039 |
| Crisis on Multiple Earths vol. 3               | Justice League of America #91–92, #100–102, #107–108, #113                                                         | agosto 2004           | ISBN 978-1401202316 |
| Crisis on Multiple Earths vol. 4               | Justice League of America #122–124, #135–137, #147–148                                                             | maggio 2006           | ISBN 978-1401209575 |
| Crisis on Multiple Earths vol. 5               | Justice League of America #159–160, #171–172, #183–185                                                             | aprile 2010           | ISBN 978-1401226237 |
| Crisis on Multiple Earths vol. 6               | Justice League of America #195–197, 207–209, All-Star Squadron #14–15                                              | giugno 2013           | ISBN 978-1401238223 |
| Crisis on Multiple Earths: The Team-Ups vol. 1 | The Flash #123, #129, #137, #151; Green Lantern vol. 2 #40; Showcase #55–56, The Brave and the Bold #61            | gennaio 2006          | ISBN 978-1401204709 |
| Crisis on Multiple Earths, The Team-Ups vol. 2 | The Flash #170, #173; Green Lantern vol. 2 #45, #52; The Brave and the Bold #62; The Atom #29, #36; The Spectre #3 | marzo 2007            | ISBN 978-1401212285 |

| Titolo                   | Materiale da collezione                           | Data di pubblicazione | ISBN                |
| ------------------------ | ------------------------------------------------- | --------------------- | ------------------- |
| Justice Society Volume 1 | All Star Comics #58–67; DC Special #29            | agosto 2006           | ISBN 978-1401209704 |
| Justice Society Volume 2 | All Star Comics #68–74; Adventure Comics #461–466 | febbraio 2007         | ISBN 978-1401211943 |

| Titolo                    | Materiale da collezione | Data di pubblicazione | ISBN                |
| ------------------------- | ----------------------- | --------------------- | ------------------- |
| JLA v. 5: Justice for All | JLA #24–33              | dicembre 1999         | ISBN 978-1563895111 |

| vol. # | Titolo              | Materiale da collezione           | Data di pubblicazione | ISBN                |
| ------ | ------------------- | --------------------------------- | --------------------- | ------------------- |
| 1      | Justice Be Done     | JSA #1–5; JSA Secret Files #1     | aprile 2000           | ISBN 978-1563896200 |
| 2      | Darkness Falls      | JSA #6–15                         | agosto 2002           | ISBN 978-1563897399 |
| 3      | Return of Hawkman   | JSA #16–25; JSA Secret Files #1   | novembre 2002         | ISBN 978-1563899126 |
| 4      | Fair Play           | JSA #26–31; JSA Secret Files #2   | maggio 2003           | ISBN 978-1563899591 |
| 5      | Stealing Thunder    | JSA #32–38                        | ottobre 2003          | ISBN 978-1563899942 |
| 6      | Savage Times        | JSA #39–45                        | novembre 2004         | ISBN 978-1401202538 |
| 7      | Princes of Darkness | JSA #46–55                        | marzo 2005            | ISBN 978-1401204693 |
| 8      | Black Reign         | JSA #56–58; Hawkman vol. 4 #23–25 | luglio 2005           | ISBN 978-1401204808 |
| 9      | Lost                | JSA #59–67                        | settembre 2005        | ISBN 978-1401207229 |
| 10     | Black Vengeance     | JSA #68–75                        | marzo 2006            | ISBN 978-1401209667 |
| 11     | Mixed Signals       | JSA #76–81                        | settembre 2006        | ISBN 978-1401209674 |
| 12     | Ghost Stories       | JSA #82–87                        | gennaio 2007          | ISBN 978-1401211967 |

| vol. # | Titolo                                         | Materiale da collezione | Data di pubblicazione         | ISBN                                               |
| ------ | ---------------------------------------------- | --- | ----------------------------- | -------------------------------------------------- |
| 1      | The Next Age                                   | Justice Society of America vol. 3 #1–4 | settembre 2007 novembre 2008  | ISBN 978-1401214449 (HC) ISBN 978-1401215859 (TPB) |
| 2      | Justice League of America: The Lightning Saga  | Justice League of America vol. 2 #0, 8–12; Justice Society of America vol. 3 #5–6 | febbraio 2008 gennaio 2009    | ISBN 978-1401216528 (HC) ISBN 978-1401218690 (TPB) |
| 3      | Thy Kingdom Come, Part One                     | Justice Society of America vol. 3 #7–12 | aprile 2008 aprile 2009       | ISBN 978-1401216900 (HC) ISBN 978-1401217419 (TPB) |
| 4      | Thy Kingdom Come, Part Two                     | Justice Society of America vol. 3 #13–18, Annual #1 | dicembre 2008 novembre 2009   | ISBN 978-1401219147 (HC) ISBN 978-1401219468 (TPB) |
| 5      | Thy Kingdom Come, Part Three                   | Justice Society of America vol. 3 #19–22; Justice Society Kingdom Come Special: Superman; Justice Society Kingdom Come Special: Magog; Justice Society Kingdom Come Special: The Kingdom | aprile 2009 aprile 2010       | ISBN 978-1401221669 (HC) ISBN 978-1401221676 (TPB) |
| 6      | Black Adam and Isis                            | Justice Society of America vol. 3 #23–28 | settembre 2009 settembre 2010 | ISBN 978-1401225308 (HC) ISBN 978-1401225315 (TPB) |
| 7      | The Bad Seed                                   | Justice Society of America vol. 3 #29–33 | maggio 2010                   | ISBN 978-1401227142 (TPB)                          |
| 8      | Axis of Evil                                   | Justice Society of America vol. 3 #34–40 | dicembre 2010                 | 978-1401229016 (TPB)                               |
| 9      | Justice League of America: The Dark Things     | Justice League of America vol. 2 #44–48; Justice Society of America vol. 3 #41–42 | marzo 2011                    | ISBN 978-1401230111 (HC)                           |
| 10     | Super Town                                     | Justice Society of America vol. 3 #44–49 | settembre 2011                | ISBN 978-1401232849 (TPB)                          |
| 11     | Monument Point                                 | Justice Society of America vol. 3 #50–54, Annual #2 | 21 febbraio 2012              | ISBN 978-1401233686 (TPB)                          |
| 12     | Justice League of America: The Rise of Eclipso | Justice Society of America vol. 3 #43; Justice League of America vol. 2 #54–60 | ottobre 2012                  | ISBN 978-1401234133 (TPB)                          |

| Titolo         | Materiale da collezione     | Data di pubblicazione    | ISBN                |
| -------------- | --------------------------- | ------------------------ | ------------------- |
| Constellations | JSA All Stars vol. 2 #1–6   | novembre 2010            | ISBN 978-1401229009 |
| Glory Days     | JSA All-Stars vol. 2 #7–13  | maggio 2011              | ISBN 978-1401231576 |
| The Puzzle Men | JSA All-Stars vol. 2 #14–18 | pubblicazione cancellata | ISBN 978-1401232979 |

| vol. # | Titolo                        | Materiale da collezione                 | Data di pubblicazione | ISBN                |
| ------ | ----------------------------- | --------------------------------------- | --------------------- | ------------------- |
| 1      | The Gathering                 | Earth 2 #1–6                            | ottobre 2013          | ISBN 978-1401242817 |
| 2      | The Tower of Fate             | Earth 2 #0,7–10                         | aprile 2014           | ISBN 978-1401246143 |
| 3      | Battle Cry                    | Earth 2 #13–16, Annual #1               | ottobre 2014          | ISBN 978-1401249380 |
| 4      | The Dark Age                  | Earth 2 #17–20, Annual #2               | aprile 2015           | ISBN 978-1401254179 |
| 5      | The Kryptonian                | Earth 2 #21–26, Earth 2: Futures End #1 | dicembre 2015         | ISBN 978-1401257576 |
|        |                               |                                         |                       |                     |
| 1      | Earth 2: World's End (vol. 1) | Earth 2: World's End #1–11              | maggio 2015           | ISBN 978-1401256036 |
| 2      | Earth 2: World's End (vol. 2) | Earth 2: World's End #12–26             | dicembre 2015         | ISBN 978-1401258443 |

| Titolo                                              | Materiale da collezione | Data di pubblicazione | ISBN                |
| --------------------------------------------------- | --- | --------------------- | ------------------- |
| Il ritorno della JSA                                | All Star Comics vol. 2 #1–2; Adventure Comics vol. 2 #1; All-American Comics vol. 2 #1; National Comics vol. 2 #1; Sensation Comics vol. 2 #1; Smash Comics vol. 2 #1; Star-Spangled Comics vol. 2 #1; Thrilling Comics vol. 2 #1; Golden Age Secret Files #1; JSA Secret Files #1 | dicembre 2003         | ISBN 978-1401200909 |
| JSA: The Liberty Files (Elseworlds)                 | JSA: The Liberty File #1–2; JSA: The Unholy Three #1–2 | aprile 2004           | ISBN 978-1401202033 |
| JSA Liberty Files: The Whistling Skull (Elseworlds) | JSA Liberty Files: The Whistling Skull #1–6 | novembre 2013         | ISBN 978-1401242510 |
| JSA All Stars                                       | JSA All Stars #1–8 | giugno 2004           | ISBN 978-1401202194 |
| JSA: The Golden Age (Elseworlds)                    | The Golden Age #1–4 | giugno 2005           | ISBN 978-1401207113 |
| Power Girl                                          | JSA #32, #39; JSA: Classified #1–4; Showcase #97–99; Secret Origins vol. 2 #11 | giugno 2006           | ISBN 978-1401209681 |
| The Huntress: Darknight Daughter                    | DC Super Stars #17; Batman Family #18–20; Wonder Woman #271–287, #289–290, #294–295 | dicembre 2006         | ISBN 978-1401209131 |
| JSA Classified: Honor Among Thieves                 | JSA: Classified #5–9 | gennaio 2007          | ISBN 978-1401212186 |
| JSA Presents: Green Lantern                         | Green Lantern: Brightest Day, Blackest Night (one-shot); JSA: Classified #25, #32–33 | settembre 2008        | ISBN 978-1401219727 |
| Doctor Mid-Nite                                     | Doctor Mid-Nite #1–3 | aprile 2009           | ISBN 978-1563896071 |
| JSA vs. Kobra                                       | JSA vs. Kobra #1–6 | agosto 2010           | ISBN 978-1401227296 |

### Edizione italiana
Le storie della Justice Society of America hanno subito una pubblicazione italiana rara e discontinua. Nel dicembre 2007 Planeta DeAgostini ha messo in commercio il n. 1 de La Società della Giustizia, che raccoglie i numeri di All-Star Comics dal 58 al 67, mentre il n. 2 arriva fino al 74. La serie spin-off JSA: Classified del 2005 viene pubblicata per la prima volta nel marzo 2007 da Planeta deAgostini fino al n. 31, mentre i restanti numeri rimangono inediti. La serie del 2007 (Justice Society of America vol. 3), pubblicata da Planeta deAgostini nel novembre 2007, è stata interrotta nel dicembre 2009 dopo la pubblicazione di sei spillati da due storie ciascuno. Dopo svariati numeri inediti, Planeta pubblica il n. 27 e 28 sul primo numero di JSA - Notte più profonda del febbraio 2011, dal 29º al 33º numero sul n. 3 di JSA - Cattivo seme nel giugno 2011, dal n. 34 al 40 su JSA - Patria n. 4 nell'agosto 2011 e il n. 41-42-43 su JLA - Nel giorno più splendente n. 4 dell'agosto 2011. La pubblicazione della serie continua nel gennaio 2012 grazie a Lion Comics, con il n. 44 fino al 49 su JSA - Supertown n. 5 e con il n. 50 su JSA - La storia segreta di Monument Point n. 6 nel marzo 2012. Gli ultimi tre numeri restano inediti.

## Altri media

### Cinema
- La Justice Society appare per la prima volta nell'11° film del DC Extended Universe Black Adam (2022), ed è composta da Carter Hall / Hawkman (Aldis Hodge), Kent Nelson / Dottor Fate (Pierce Brosnan), Maxine Hunkel / Cyclone (Quintessa Swindell), Albert Rothstein / Atom Smasher (Noah Centineo), e successivamente Theo-Adam / Black Adam (Dwayne Johnson).
- Nel 12° film del DCEU Shazam! Furia degli dei (2023), in una scena dopo i titoli di coda, Emilia Harcourt (Jennifer Holland) e John Economos (Steve Agee), per conto di Amanda Waller (Viola Davis), tentano di reclutare il protagonista Billy Batson (Asher Angel), alias Shazam (Zachary Levi) all'interno del gruppo, tuttavia se ne vanno infastiditi dopo che lui rifiuta l'offerta ed elenca potenziali nomi alternativi per la squadra, inclusa la Authority Society.

### Animazione

#### Film
- La JSA appare nei titoli di testa del film d'animazione Justice League: The New Frontier (2008). In questa storia, Hourman è stato apparentemente ucciso e la Justice Society si è ritirata. Ted Grant si è ritirato come combattente del crimine, ma è ancora un pugile professionista.
- Una variante della JSA di Terra-2 appare nel film d'animazione Justice Society: World War II (2021). In questa versione è composta da Wonder Woman, Steve Trevor, Hourman (Rick Tyler), Black Canary (Dinah Drake), Hawkman (Carter Hall) e Flash (Jay Garrick).

#### Serie
Nonostante la JSA sia il primo gruppo di supereroi della storia dei fumetti, non ha avuto una serie a lei dedicata fino al 1991. Tra l'altro si trattava solo di una miniserie di otto numeri. Per la prima serie regolare si è dovuto aspettare il 1992.
- Un episodio in due parti di Justice League intitolato Legends rende omaggio alla Justice Society, con una squadra di supereroi immaginari di fumetti in un mondo perfetto. Il team è stato chiamato Justice Guild of America. Secondo gli autori, il team creativo aveva originariamente intenzione di utilizzare la JSA per l'episodio, ma la DC Comics declinò, in quanto la loro interpretazione si scontrava con la controparte fumettistica post-Crisi sulle Terre infinite.[107]
- Nella serie Justice League Unlimited, molti membri della JSA sono presenti, tra cui Black Canary, il Dottor Fate (Kent Nelson), Atom Smasher, Stargirl (con STRIPE), Sand, Mr. Terrific (Michael Holt), il Dottor Mid-Nite (Charles McNider), Wildcat, Obsidian e Hourman (Rick Tyler).
- Alcuni membri della Justice Society sono apparsi in vari episodi di Batman: The Brave and the Bold.
- Diversi membri della JSA appaiono in Young Justice. Secondo i produttori dello spettacolo, la maggior parte dei membri originali della JSA sono morti o in pensione al momento in cui si svolge la serie.[108]

### Televisione
- Nella nona stagione di Smallville, nel doppio episodio Giustizia assoluta, la JSA fa la sua apparizione con i personaggi del primo Hawkman, Stargirl, il Dottor Fate e Star-Spangled Kid.[109] I primi due appaiono anche nel finale di stagione. Vengono inoltre esplicitamente citati, Sandman, Atomo, e Mr. Terrific,[110] inoltre in una sorta di "museo" della JSA si vedono, fra i "reperti", le armi della moglie di Hawkman, la lanterna del potere del primo Lanterna Verde, l'elmetto di Jay Garrick (il primo Flash), la fascia da peso massimo con sopra la scritta "Fair Play" di Terry Sloane, e la clessidra di Rex Tyler. Inoltre, quando Lois Lane torna al Daily Planet, dice di aver intervistato «il premio Nobel per la fisica Michael Holt», il secondo Mr. Terrific.
- Nell'ultimo episodio della prima stagione di Legends of Tomorrow, compare il personaggio di Rex Tyler che dice di essere un membro della JSA. Nel secondo episodio della seconda stagione, intitolato proprio Justice Society of America, compaiono Hourman, Comandante Acciaio, Obsidian, Stargirl, Vixen e il Dottor Mid-Nite come membri del team durante la Seconda guerra mondiale.[111][112]

### Videogiochi
- La JSA fa un'apparizione al livello Sala della Giustizia in Injustice: Gods Among Us. Nella sala dei trofei sono esposti il Dottor Mid-Nite, Sandman, Wildcat e il Dottor Fate.
- Jay Garrick e il Dottor Fate sono personaggi giocabili in Injustice 2, nel quale fanno riferimento alla Società nelle loro interazioni. Jay menziona anche al fatto che lavora con la madre di Black Canary nella Society.